# Incidente ferroviario di Vadino
L'incidente ferroviario di Vadino occorse verso le ore 17:00 del 10 novembre 1886 in località Vadino, Albenga, nell’attuale provincia di Savona, allorché a causa delle violentissime piogge di quei giorni lo straripamento del rio Avarenna causò il  crollo del ponte ferroviario su cui un treno merci stava transitando. Le vittime furono due, il macchinista e il fuochista.
L'autunno del 1886 fu una stagione particolarmente piovosa su tutto il nord ovest della penisola italiana, caratterizzata da precipitazioni intensissime, smottamenti e straripamenti di fiumi. Anche il mondo ferroviario sofferse particolarmente con una catena di incidenti frequenti e distribuiti in tutto il nord del Paese.
Il 10 novembre di quell'anno anche ad Albenga pioveva copiosamente e il guardiano fra i caselli 80 e 81 della linea fra Ceriale ed Albenga era uscito, prima delle 5 del pomeriggio, a ispezionare i binari in previsione del passaggio del treno raccoglitore n° 1443. Accortosi che al passaggio di Vadino i binari erano inondati d'acqua e che il cavalcavia sul rio Avarenna (appena a ovest del fiume Centa) era in pericolo di crollare, il guardiano non riuscì ad avvisare per tempo il macchinista del treno composto di diciotto vagoni che si stava ormai avvicinando; nonostante i segnali fatti con il fanale alzato il treno non poté fermarsi davanti all'improvviso crollo della testa del ponte: la locomotiva del convoglio e il tender precipitarono nel fiume sottostante uccidendo il macchinista Pietro Gandolfo di 52 anni e il fuochista Angelo Arbini di 64 anni, poi entrambi sepolti al cimitero di Leca d'Albenga dove le tombe sono ancora visibili. Altri sei conducenti del treno si salvarono buttandosi in  acqua e aggrappandosi ai relitti del convoglio.